# Santiago Trompeta
Santiago Trompeta Rodríguez (ur. 26 lipca 1953) – kubański strzelec, olimpijczyk. 
Brał udział w Letnich Igrzyskach Olimpijskich 1972 (Monachium). Startował w jednej konkurencji, w której zajął 44. miejsce.
Brązowy medalista Igrzysk Panamerykańskich 1975 w konkurencji pistoletu pneumatycznego (10 m).

## Wyniki olimpijskie
| Igrzyska | Konkurencja            | Wynik                           | Miejsce |
| -------- | ---------------------- | ------------------------------- | ------- |
| IO 1972  | Pistolet dowolny, 50 m | 535 punktów (93-87-89-91-87-88) | 44.     |